# Mordellistena algeriensis
Mordellistena algeriensis là một loài bọ cánh cứng trong họ Mordellidae. Loài này được Ermisch miêu tả khoa học năm 1966.